# Pascal Tosi
Pour les articles homonymes, voir Tosi.
Pascal Tosi est un réalisateur, scénariste et monteur français né à Lima (Pérou) [Quand ?].

## Filmographie partielle
Réalisateur
- 1996-2001 : DKTV, La Planète de Donkey Kong, émission de télévision diffusée sur France 2. Sept d'or de la meilleure émission d'animation pour la jeunesse
- 2001-2002 : MNK, Les Minikeums, émission de télévision diffusée sur France 3
- 2004 : Photomateurs, court-métrage tourné en 35 mm
- 2007 : Grandeur Nature, émission de télévision sur la nature présentée par Michel Huet et diffusée sur France 3 Lorraine Champagne-Ardenne, France 3 Rhône-Alpes Auvergne et France 3 Bourgogne Franche-Comté.

Scénariste
- 2004 : Photomateurs, court-métrage

Monteur
- 2006 : Renaissance, long métrage d'animation réalisé par Christian Volckman